# Бентон (Арканзас)
Бентон (енгл. Benton) град је у америчкој савезној држави Арканзас.

## Демографија
По попису из 2010. године број становника је 30.681, што је 8.775 (40,1%) становника више него 2000. године.
| Група             | 2000.          | 2010.          |
| Белци             | 20.157 (92,0%) | 26.627 (86,8%) |
| Афроамериканци    | 894 (4,1%)     | 1.848 (6,0%)   |
| Азијати           | 123 (0,6%)     | 275 (0,9%)     |
| Хиспаноамериканци | 417 (1,9%)     | 1.390 (4,5%)   |
| Укупно            | 21.906         | 30.681         |